# 10-es busz (Eger)
Az egri 10-es jelzésű autóbusz Berva és Lajosváros között közlekedett. A viszonylatot a Volánbusz üzemeltette.

## Története
2022. január 1-jén a város buszhálózata jelentősen átalakult, ennek keretében a 8-as és a 10-es járatot 4-es szám alatt összevonták.

## Útvonala
A zárójelben lévő szakaszt csak a Berva lakótelep fordulóig közlekedő menetek érintették.
| Berva felé | Lajosváros felé |
| --- | --- |
| Lajosváros vá. – Mátyás király út – Deák Ferenc utca – Eszterházy tér – Törvényház utca – Barkóczy utca – Csiky Sándor utca – Széchenyi István utca – Ráckapu tér – II. Rákóczi Ferenc utca – Egri utca – Tárkányi út – Bervai út (– Berva lakótelep vá.) – Berva vá. | Berva vá. – Bervai út – (Berva lakótelep vá. – Bervai út –) Tárkányi út – Egri utca – II. Rákóczi Ferenc utca – Ráckapu tér – Széchenyi István utca – Csiky Sándor utca – Barkóczy utca – Törvényház utca – Eszterházy tér – Deák Ferenc utca – Mátyás király út – Lajosváros vá. |

## Megállóhelyei
| 10 (Lajosváros – Berva)                                                         | 10 (Lajosváros – Berva)                       | 10 (Lajosváros – Berva) | 10 (Lajosváros – Berva)                                              | 10 (Lajosváros – Berva) | 10 (Lajosváros – Berva) | 10 (Lajosváros – Berva) | 10 (Lajosváros – Berva) |
| Perc (↓)                                                                        | Megállóhely                                   | Perc (↑)                | Átszállási kapcsolatok a járat megszűnésekor                         |                         |                         |                         |                         |
| ------------------------------------------------------------------------------- | --------------------------------------------- | ----------------------- | -------------------------------------------------------------------- | ----------------------- | ----------------------- | ----------------------- | ----------------------- |
| 0                                                                               | Lajosváros végállomás                         | 33                      | 6, 8, 11, 12, 13, 14, 14A                                            |                         |                         |                         |                         |
| ∫                                                                               | Mátyás király út                              | 31                      | 6, 11, 12, 13, 14, 14A                                               |                         |                         |                         |                         |
| ∫                                                                               | Veres Péter út                                | 30                      | 6, 11, 12, 13, 14, 14A                                               |                         |                         |                         |                         |
| 1                                                                               | Tompa utca                                    | 29                      | 6, 11, 12, 12Y, 13, 14, 14A Helyközi buszok Távolsági járatok        |                         |                         |                         |                         |
| 3                                                                               | Aradi út                                      | 28                      | 6, 11, 12, 12Y, 13, 14, 14A                                          |                         |                         |                         |                         |
| 4                                                                               | Nagyváradi út                                 | 26                      | 6, 11, 12, 12i, 12Y, 13, 14, 14A Helyközi buszok Távolsági járatok   |                         |                         |                         |                         |
| 5                                                                               | Galagonyás utca                               | 25                      | 6, 11, 12, 12i, 12Y, 13, 14, 14A                                     |                         |                         |                         |                         |
| ∫                                                                               | Széna tér                                     | 24                      | 6, 11, 12, 12Y, 13, 14, 14A                                          |                         |                         |                         |                         |
| 7                                                                               | Vasútállomás bejárati út                      | 23                      | 6, 11, 12, 12Y, 13, 14, 14A, 17 Helyközi buszok Távolsági járatok    |                         |                         |                         |                         |
| 8                                                                               | Sportpálya bejárati út                        | ∫                       | 2, 2A, 11, 12, 12Y, 14, 14A, 17 Helyközi buszok                      |                         |                         |                         |                         |
| 10                                                                              | Színház                                       | 21                      | 2, 2A, 7, 11, 12, 12Y, 14, 14A, 17 Helyközi buszok Távolsági járatok |                         |                         |                         |                         |
| 12                                                                              | Bazilika (Törvényszék) (↓) Bazilika (↑)       | 20                      | 2, 2A, 5, 5A, 5i, 7, 8, 11, 12, 12Y, 14, 14A, 17                     |                         |                         |                         |                         |
| 13                                                                              | Agria Park                                    | 19                      | 7, 13, 17                                                            |                         |                         |                         |                         |
| 15                                                                              | Bartakovics út                                | 17                      | 13, 17 Helyközi buszok Távolsági járatok                             |                         |                         |                         |                         |
| 16                                                                              | Kisasszony temető                             | 15                      | 13, 17                                                               |                         |                         |                         |                         |
| 17                                                                              | Garzon ház                                    | 14                      | 8, 11, 13, 14, 14A, 14C, 17 Helyközi buszok                          |                         |                         |                         |                         |
| 19                                                                              | Kővágó tér                                    | 13                      | 8, 11, 13, 14, 14A, 14C, 17 Helyközi buszok Távolsági járatok        |                         |                         |                         |                         |
| 20                                                                              | Shell kút                                     | 12                      | 8, 11, 11i, 12, 12Y, 13, 14, 14A, 14C, 17 Helyközi buszok            |                         |                         |                         |                         |
| 22                                                                              | Nagylapos                                     | 10                      | 8, 11, 14, 14A, 14C Helyközi buszok Távolsági járatok                |                         |                         |                         |                         |
| 23                                                                              | Egri út                                       | 9                       | 8, 11, 14, 14A, 14C                                                  |                         |                         |                         |                         |
| 24                                                                              | Felnémet, autóbusz-váróterem                  | 8                       | 8, 11, 14, 14A, 14C Helyközi buszok Távolsági járatok                |                         |                         |                         |                         |
| 26                                                                              | Fűrésztelep                                   | 6                       | 14, 14A, 14C Helyközi buszok Távolsági járatok                       |                         |                         |                         |                         |
| 27                                                                              | Sánc út                                       | 5                       | 14, 14A, 14C Helyközi buszok                                         |                         |                         |                         |                         |
| 29                                                                              | Bervai út                                     | 3                       | 14, 14A, 14C                                                         |                         |                         |                         |                         |
| Egy reggeli menet a Berva lakótelep, fordulónál fordult vissza a Belváros felé. |                                               |                         |                                                                      |                         |                         |                         |                         |
| *                                                                               | Berva lakótelep, forduló vonalközi végállomás | *                       |                                                                      |                         |                         |                         |                         |
| 30                                                                              | Kőbánya bejárati út                           | 2                       | 14, 14A, 14C                                                         |                         |                         |                         |                         |
| 32                                                                              | Berva végállomás                              | 0                       | 14, 14A, 14C                                                         |                         |                         |                         |                         |